# 라라벨
라라벨(Laravel)은 자유, 오픈 소스 PHP 웹 프레임워크의 하나로, 테일러 오트웰이 개발하였으며 모델-뷰-컨트롤러(MVC) 아키텍처 패턴을 따라 웹 애플리케이션을 개발하기 위해 고안되었다. 라라벨의 기능들 중 일부는 모듈 방식의 패키징 시스템이며, 전용 의존성 관리자, 관계형 데이터베이스에 접근하는 각기 다른 방법, 소프트웨어 전개와 유지보수의 도움을 주는 유틸리티, 신택틱 슈거 지향이 포함된다.:2,5–9
2015년 3월 기준으로, 라라벨은 심포니, 젠드 프레임워크, 코드이그나이터, Yii2 등과 함께 가장 대중적인 PHP 프레임워크 가운데 하나로 간주된다.:1
라라벨의 소스 코드는 깃허브에 호스팅되어 있으며 MIT 허가서의 조항에 의거하여 허가된다.

## 역사

### 출시 역사
라라벨 5.1과 같은 LTS 릴리스의 경우 2년 간 버그 수정이, 3년 간 보안 픽스가 제공된다. 이 릴리스들은 가장 긴 지원 및 유지보수를 제공한다. 일반판의 경우 버그 수정은 6개월, 보안 픽스는 1년 간 제공된다.
| 버전    | 출시일           | 최소 PHP 버전 |  |
| ------- | ---------------- | ------------- |  |
| 1.0     | 2011년 6월       | NA            |  |
| 2.0     | 2011년 9월       | NA            |  |
| 3.0     | 2012년 2월 22일  | NA            |  |
| 3.1     | 2012년 3월 27일  | NA            |  |
| 3.2     | 2012년 5월 22일  | NA            |  |
| 4.0     | 2013년 5월 28일  | 5.3.0         |  |
| 4.1     | 2013년 12월 11일 | 5.3.0         |  |
| 4.2     | 2014년 6월 1일   | 5.4.0         |  |
| 5.0     | 2015년 2월 4일   | 5.4.0         |  |
| 5.1 LTS | 2015년 6월 9일   | 5.5.9         |  |
| 5.2     | 2015년 12월 21일 | 5.5.9         |  |
| 5.3     | 2016년 8월 23일  | 5.6.4         |  |
| 5.4     | 2017년 1월 24일  | 5.6.4         |  |
| 5.5 LTS | 2017년 8월 30일  | 7.0.0         |  |
| 5.6     | 2018년 2월 7일   | 7.1.3         |  |
| 5.7     | 2018년 9월 4일   | 7.1.3         |  |
| 5.8     | 2019년 2월 26일  | 7.1.3         |  |
| 6 LTS   | 2019년 9월 3일   | 7.2.0         |  |
| 7       | 2020년 3월 3일   | 7.2.5         |  |
| 8       | 2020년 9월 8일   | 7.3.0         |  |
| 9       | 2022년 2월 8일   | 8.0.0         |  |

| 범례: | 오래된 버전 | 오래된 버전, 지원 중 | 현재 버전 | 최신 미리보기 버전 | 배포 예정 |

출처: 깃허브

## 라라벨의 파트너
2017년 4월, 테일러 오트웰은 라라벨 웹사이트의 파트너 섹션을 발표하였다. 라라벨 공동체에게 최고의 라라벨 개발 및 지침을 제공하는 신망있는 기업들의 권고 목록을 제공하기 위해 마련되었다. 2017년 9월 기준으로 라라벨 파트너의 현재 목록은 다음을 포함한다.
- White Label Taxi App Development
- Tighten Co.
- Kirschbaum Development Group

## 같이 보기
- Vue.js

## 추가 문헌
- Laravel Design Patterns and Best Practices, Packt, ISBN 978-1783287987, July 2014, by Arda Kılıçdağı and H. İbrahim Yilmaz